# عبد الله سليمان
عبد الله سليمان (1973-)،لاعب كرة قدم سعودي سابق،ولد في مدينة جدة غرب السعودية.
بدأ مع النادي الأهلي ثم انتقل إلى نادي الهلال ثم إلى نادي ضمك. كما مثل المنتخب السعودي وشارك في ثلاث بطولات كأس العالم متتالية (1994 و1998 و2002).
مثل الزبرماوي المملكة العربية السعودية في دورة الألعاب الأولمبية الصيفية 1996.

## مسيرته الكروية
بدأ عبد الله سليمان مسيرته في عام 1404هـ حيث انضم لفريق الناشئين بالنادي الاهلي، وتدرج حتى وصل للفريق الأول، لم يحرز سليمان مع الاهلي سوى بطولة وحيدة كانت على نهائي كأس ولي العهد أمام نادي الرياض عام 1418هـ
انتقل عام 1421هـ إلى نادي الهلال في صفقة تعد كبيرة في ذلك الوقت، وحقق مع الهلال بطوله كاس خادم الحرمين الشريفين لعام 1422 هـ بطوله كأس الكؤوس الآسيويه 1422 هـ، كأس ولي العهد 1424 هـ وابتعد عن الكره في منتصف موسم 1425 هـ بسبب سجنه.

## مسيرته مع المنتخب
ودافع عبد الله سليمان عن ألوان السعودية خلال 118 مباراة دولية، كما شارك مع منتخب بلاده للشباب في نهائيات كأس العالم التي جرت في أستراليا العام 1992, ولعب سليمان في اولمبياد اتلانتا عام 1996 مع المنتخب السعودي الأولمبي وشارك مع المنتخب الأول في نهائيات بطولة كأس العالم أعوام 1994 في اميركا و1998 في فرنسا و2002 في كوريا الجنوبية واليابان.
وبات عبد الله سليمان أول لاعب يعتمد رسمياً في نادي المائة وهو يقبع خلف القضبان، إذ كان يقضي المدافع الدولي عقوبة في أحد سجون العاصمة السعودية الرياض بداعي عدم تسديد مستحقات مالية لجهات تجارية في بلاده، أثناء إعلان قائمـة نادي المائــة .
بعدها خرج من السجـن بعد تجزئة ديونه وسداد أغلبها والبالغ إجمالها مليوني ريال . أبعد عن المنتخب ولم يعد ناديه الهلال راغبا فيه وهو الذي انتقل إليه من ناديه الأهلي الذي نشأ وترعرع وبرز فــيه فتوجّـه إلى نادي ضمــك كآخر محطاته الكروية ولكنه لم يستمر طويلاً فاعتزل الكرة.

## اسهاماته مع الاندية
- كأس ولي العهد مع الاهلي عام 1418هـ ومع الهلال عام 1424هـ
- كأس خادم الحرمين الشريفين مع الهلال عام 1422هـ
- كأس الكؤوس الآسيوية مع الهلال عام 1422هـ

## اسهاماته مع المنتخب
- المشاركة في ثلاث مونديالات والمساهمة في التأهل لها أعوام 94 و98 و2002
- تحقيق كأس آسيا 96 بالإمارات
- تحقيق كأس الخليج 94 بالإمارات و2002 بالرياض
- تحقيق كأس العرب 98 بقطر.
- المشاركة في أولمبياد اتلانتا 96م

## روابط خارجية
- عبد الله سليمان على موقع الاتحاد الدولي (مؤرشف)  (الإنجليزية)
- عبد الله سليمان على موقع قاعدة بيانات كرة القدم.إي يو (الإنجليزية)
- عبد الله سليمان على موقع بيانات كرة القدم. دي إي (الألمانية)
- عبد الله سليمان على موقع ناشيونال فوتبول تيمز (الإنجليزية)
- عبد الله سليمان على موقع أوليمبيديا (الإنجليزية)